# Plague Angel
Albums de Marduk
World Funeral
(2003) Deathmarch
(2004)
Plague Angel est le neuvième album studio du groupe de black metal suédois Marduk. L'album est sorti en novembre 2004 sous le label Regain Records.
C'est le premier album du groupe avec Mortuus au chant et avec Magnus « Devo » Andersson depuis son départ de Marduk en 1994. Cet album marque d'ailleurs le début de la collaboration du groupe avec le studio d'enregistrement de Devo, le Endarker Studio.
Le titre Deathmarch est issu de la collaboration entre Marduk et le groupe néoclassique Arditi. Deathmarch va être également le titre d'un futur EP du groupe.

## Musiciens
- Mortuus – chant
- Morgan Steinmeyer Håkansson – guitare
- Magnus « Devo » Andersson – basse
- Emil Dragútinovic – batterie

## Liste des morceaux
1. The Hangman of Prague – 3:05
2. Throne of Rats – 2:42
3. Seven Angels, Seven Trumpets – 2:47
4. Life's Emblem – 4:55
5. Steel Inferno – 2:23
6. Perish in Flames – 7:46
7. Holy Blood, Holy Grail – 2:27
8. Warschau – 3:18
9. Deathmarch – 4:10
10. Everything Bleeds – 3:33
11. Blutrache – 7:50